# Berzé-le-Châtel
Berzé-le-Châtel település Franciaországban, Saône-et-Loire megyében. Lakosainak száma 56 fő (2022. január 1.). Berzé-le-Châtel Cluny, Berzé-la-Ville, Sologny és Verzé községekkel határos.

## Népesség
A település népességének változása:
| Lakosok száma | 55   | 59   | 61   | 59   | 59   | 59   | 59   | 57   | 56   |
|               | 2013 | 2015 | 2016 | 2017 | 2018 | 2019 | 2020 | 2021 | 2022 |